# Sveriges damlandslag i fotboll 2003
Sveriges damlandslag i fotboll 2003 spelade i dam-VM i fotboll och bestod av följande spelare i nummerordning:
1. Caroline Jönsson, målvakt
2. Karolina Westberg
3. Jane Törnqvist
4. Hanna Marklund
5. Kristin Bengtsson
6. Malin Moström
7. Sara Larsson
8. Frida Nordin
9. Malin Andersson
10. Hanna Ljungberg
11. Victoria Svensson
12. Sofia Lundgren, målvakt
13. Sara Johansson
14. Linda Fagerström
15. Therese Sjögran
16. Salina Olsson
17. Anna Sjöström
18. Frida Östberg
19. Sara Call
20. Josefine Öqvist
21. Hedvig Lindahl